# Wessex
Wessex var ett av de sju stora anglosaxiska rikena som föregick Kungadömet England. Wessex ligger i södra England, söder om Themsen. Kungariket existerade från 500-talet fram till Englands framväxande under 900-talet (927), samt som ett grevskap mellan 1016 och 1066. Dess viktigaste ort var Winchester. Landskapet som erövrades av sachsarna och erhöll namnet Wessex som kungarike för västsaxarna (jämför med Essex, Middlesex och Sussex).
Den första säkra händelsen i Wessex historia är kung Cynegils dop år 640. På 800-talet kom Wessex att expandera. Under kung Egbert vann man 825 vid Ellandun ett slag mot Mercia som innebar att Kent, Surrey, Sussex och Essex gav sig under Wessex. Några år senare 829 erkände även Mercia och Northumbria Wessexs överhöghet.
Under Alfred den store kom riket att vara det enda som lyckades göra kraftfullt motstånd mot danskarna. Under honom och hans efterträdare erövrades vikingarnas områden och England kom därigenom att enas.

## Galleri

En modern version av Wessex flagga
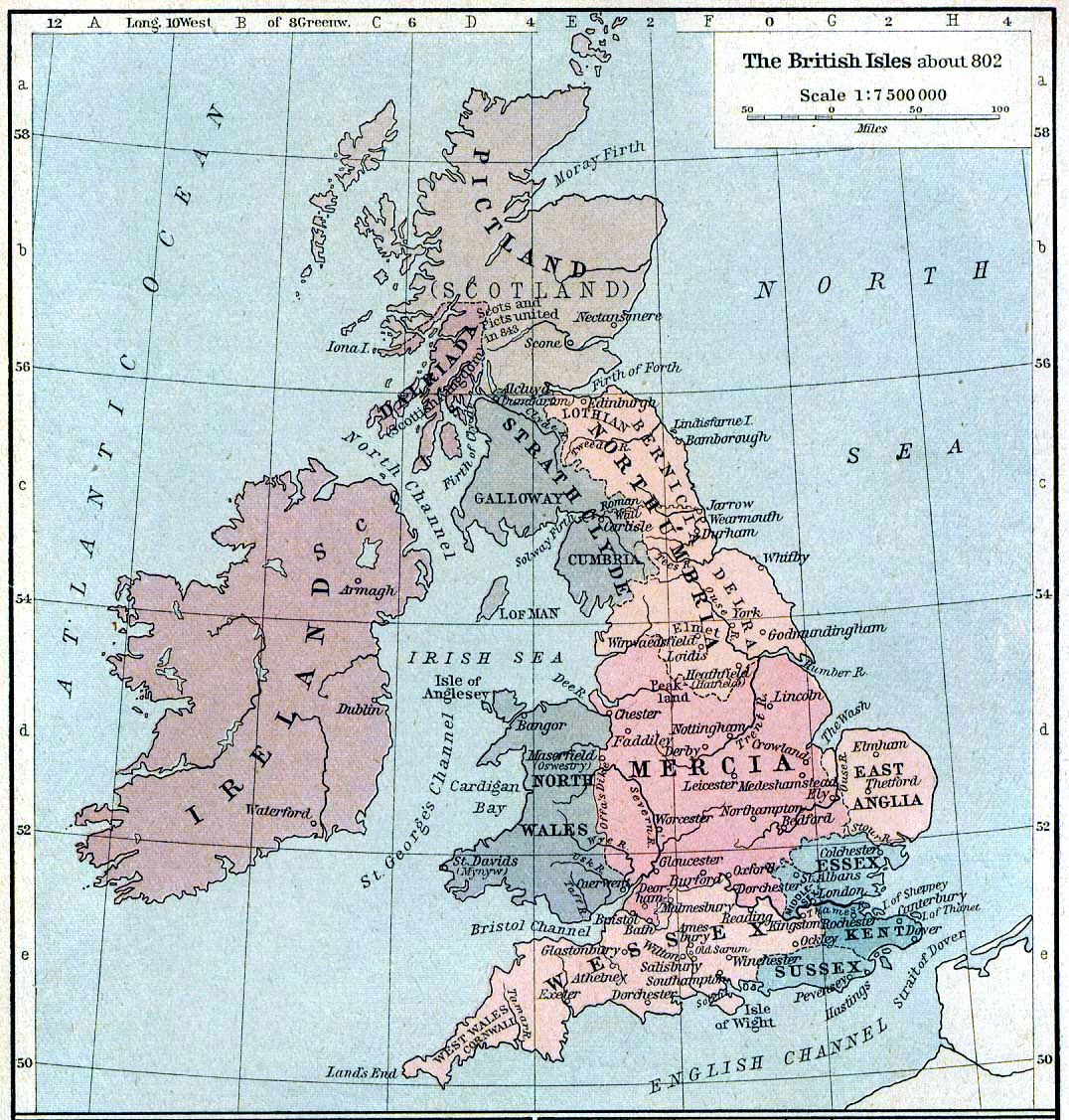
Karta över brittiska öarna 802
Karta över Wessex